# Zlatý míč 1990
Zlatý míč, cenu pro nejlepšího fotbalistu Evropy dle mezinárodního panelu sportovních novinářů, v roce 1990 získal (západo)německý fotbalista Lothar Matthäus z Interu Milán. Šlo o 35. ročník ankety, organizoval ho časopis France Football a výsledky určili sportovní publicisté z 29 zemí Evropy.

## Pořadí
| Pořadí | Jméno                 | Klub                  | Země       | Body |
| ------ | --------------------- | --------------------- | ---------- | ---- |
| 1      | Lothar Matthäus       | Inter Milán           | Německo    | 137  |
| 2      | Salvatore Schillaci   | Juventus              | Itálie     | 84   |
| 3      | Andreas Brehme        | Inter Milán           | Německo    | 68   |
| 4      | Paul Gascoigne        | Tottenham Hotspur     | Anglie     | 43   |
| 5      | Franco Baresi         | AC Milán              | Itálie     | 37   |
| 6      | Enzo Scifo            | Auxerre               | Belgie     | 12   |
| 6      | Jürgen Klinsmann      | Inter Milán           | Německo    | 12   |
| 8      | Roberto Baggio        | Fiorentina Juventus   | Itálie     | 8    |
| 9      | Frank Rijkaard        | AC Milán              | Nizozemsko | 7    |
| 10     | Guido Buchwald        | VfB Stuttgart         | Německo    | 6    |
| 11     | Jean-Pierre Papin     | Marseille             | Francie    | 3    |
| 12     | Rafael Martín Vázquez | Real Madrid FC Turín  | Španělsko  | 2    |
| 12     | Paul McGrath          | Aston Villa           | Irsko      | 2    |
| 12     | Robert Prosinečki     | CZ Bělehrad           | Jugoslávie | 2    |
| 12     | Des Walker            | Nottingham Forest     | Anglie     | 2    |
| 12     | Walter Zenga          | Inter Milán           | Itálie     | 2    |
| 12     | Dragan Stojković      | CZ Bělehrad Marseille | Jugoslávie | 2    |
| 18     | John Barnes           | Liverpool             | Anglie     | 1    |
| 18     | Michael Laudrup       | Barcelona             | Dánsko     | 1    |
| 18     | Gary Lineker          | Tottenham Hotspur     | Anglie     | 1    |
| 18     | David Platt           | Aston Villa           | Anglie     | 1    |
| 18     | Rudi Völler           | AS Řím                | Německo    | 1    |
| 18     | Chris Waddle          | Marseille             | Anglie     | 1    |